# Parthénope (sirène)
Pour les articles homonymes, voir Parthénope.

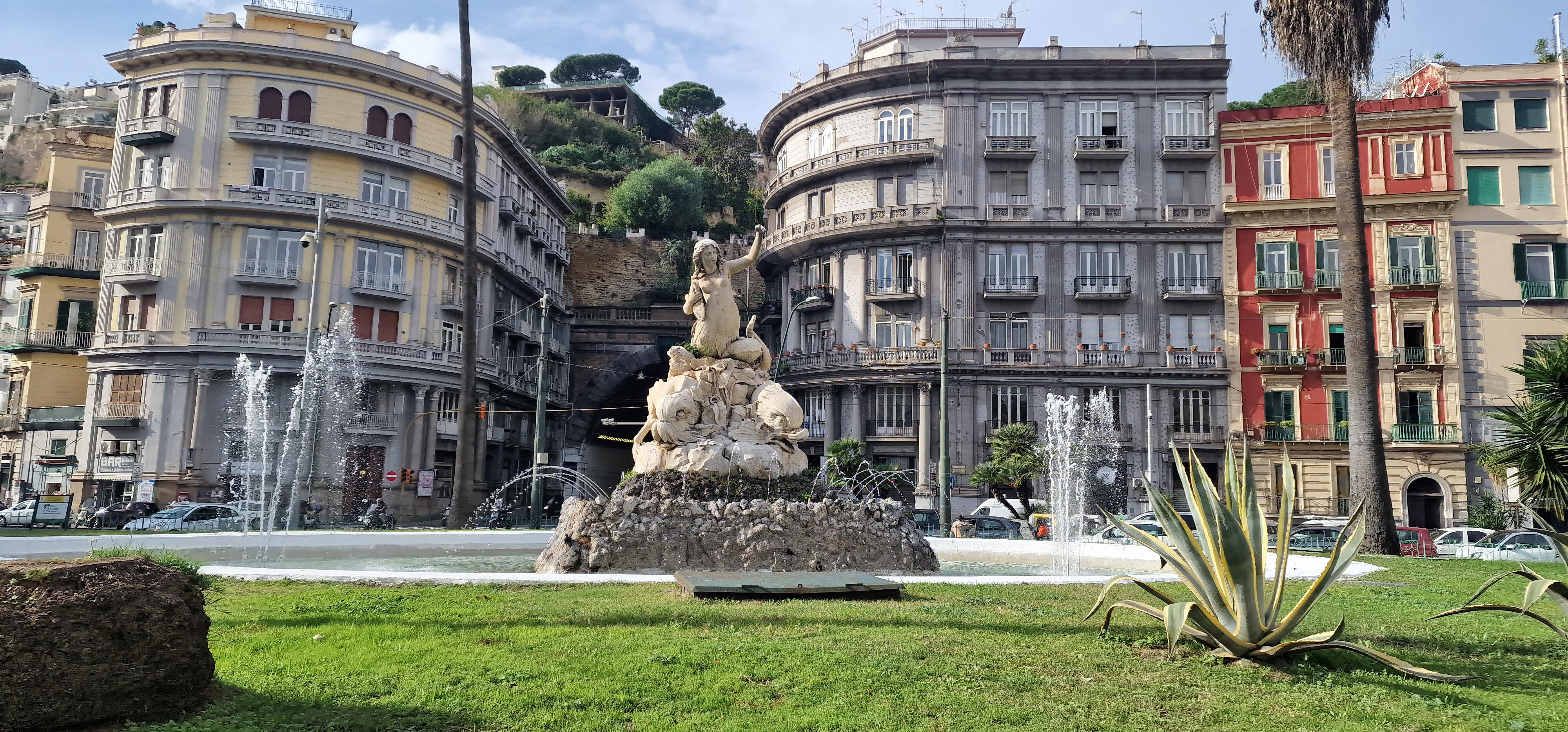
La sirène Parthénope, la Fontaine de la Sirène, située au centre de Naples sur la place Sannazaro.

Dans la mythologie grecque, Parthénope (en grec ancien Παρθενόπη / Parthenópē) est une sirène. Elle est l'éponyme antique de la ville italienne de Naples.

## Étymologie
Le nom Παρθενόπη / Parthenópē est composé de παρθένος / parthénos (« vierge », « jeune fille ») et de ὄπη / ópē (« aspect »), présent dans de nombreux anthroponymes féminins : il signifie « qui a l'aspect d'une jeune fille ».
Son nom peut aussi se référer à la voix elle-même comme le précise Jean-Noël Schifano[réf. nécessaire] : le mot grec όπις / ópis signifie l'ouverture (par laquelle on parle, on entend). Parthénope devient donc « celle qui a une voix virginale, de jeune fille ».

## Mythes
Selon certaines légendes, elle s'éprend d'Ulysse, mais ce dernier ordonne à son équipage de se boucher les oreilles avec de la cire et de l'attacher au mât de son propre navire. Humiliées et désespérées, Parthénope et ses deux sœurs, Leucosie (la blanche, du grec Λευκωσία / Leukōsía) et Ligie (à la voix claire, du grec Λίγεια / Lígeia), se seraient jetées à la mer pour se noyer,. Parthénope se serait échouée près de Naples.
Selon certaines traditions, son tombeau serait à Caponapolis. Selon d'autres mythes, elle reposerait où se situe maintenant l'église de San Giovanni Maggiore (une plaque datant du IXe ou Xe siècle se trouve là-bas, gravée d'une invocation à la protection de Parthénope). Personne ne sait qui l'enterra, et sa tombe fut cherchée à plusieurs reprises, sans jamais être découverte. Certains textes disent que Junon l'aurait transformée en une des pierres sur lesquelles la ville de Naples est fondée[réf. nécessaire].
Strabon mentionne que son temple se situait dans la ville de Néapolis (actuelle Naples), où les habitants célébraient des jeux gymniques en son honneur,.
Cette légende fit de la péninsule sorrentine la terre des sirènes. Un temple n'existant plus aujourd’hui s’élevait sans doute entre Massa Lubrense et la côte, en mémoire et en honneur à Parthénope et ses deux sœurs.

## Symbolisme
Le lien entre la ville de Naples et Parthénope est très fort. Celle-ci symbolise pour Naples virginité, chant et mort. La sirène a d'ailleurs donné naissance à l'adjectif Partenopeo, parfois utilisé en italien à la place de napolitain, par exemple pour la République parthénopéenne proclamée lors de l'occupation par les troupes françaises de la ville lors de la deuxième campagne d'Italie.

## Évocations artistiques

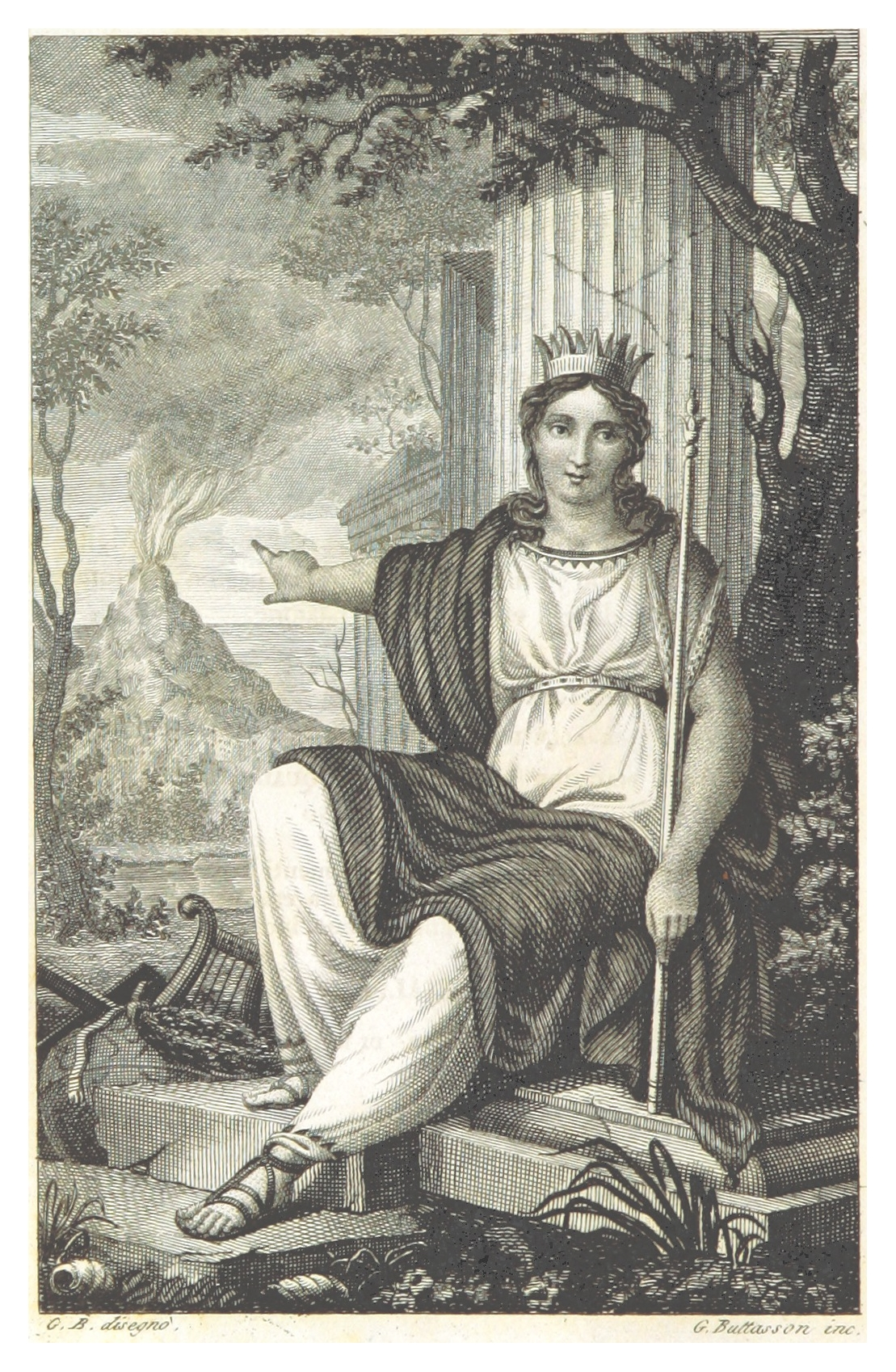
La sirène Parthénope.

Ce mythe a inspiré plusieurs librettistes et compositeurs qui en ont fait des opéras :
- Domenico Sarro : Partenope sur un livret de Silvio Stampiglia, créé à Naples en 1722 ;
- Leonardo Vinci : Partenope (en) ou Rosmira fedele, sur le même livret, créé à Venise en 1725 ;
- Haendel : Partenope, sur le même livret, créé à Londres en 1730 ;
- Antonio Vivaldi : Rosmira, créé à Venise en 1738 ;
- Pietro Pellegrini : Rosmira fedele, créé à Milan ;
- Gioacchino Cocchi : Rosmira fedele, créé à Venise en 1753 ;
- Felice Giardini : Rosmira fedele, créé à Londres en 1757 ;
- Johann Adolph Hasse : Partenope, sur un livret de Métastase, créé en 1767.
- Paolo Sorrentino : Parthenope, à la fois le film et le livre, 2024

La sirène est aussi le sujet d'un poème intitulé Parthenope. Ein Seegemählde bei Neapel de Johann Gottfried Herder.